# Neohelice
Neohelice is een geslacht van kreeftachtigen uit de klasse van de Malacostraca (hogere kreeftachtigen).

## Soort
- Neohelice granulata (Dana, 1851)